# Triple corona (natación)
La Triple Corona de natación es un reconocimiento de la Asociación Mundial de Aguas Abiertas (World Open Water Swimming Association) a nadadores que hayan completado las siguientes tres pruebas de natación de larga distancia:
1. El Canal de la Mancha, con 33.7 km ubicado entre Francia e Inglaterra,
2. El Canal de Catalina, con 32.5 km ubicado entre la costa de California y la isla de Catalina,
3. El Manhattan Island Marathon Swim, en el cual hay que circunnavegar durante 48.5 km la isla de Manhattan.

Más de 360 nadadores han obtenido esta distinción. Tan solo hay 2 nadadores que hayan logrado la Doble Triple Corona, esto es, realizar cada travesía ida y vuelta: Courtney Moates Paulk y Steve Stievenart.

## Múltiples Triples coronas
La doble y triple Triple corona es la distinción que otorga la Asociación Mundial de Aguas Abiertas a los nadadores que realizan dos o veces la Triple corona de natación. El mexicano Antonio Argüelles fue el primer nadador en obtener este reconocimiento realizando su primer triple corona en 1999, la segunda en 2009 y la tercera en 2022.
Los nadadores que han obtenido la distinción de la Doble Triple Corona de natación son:
| Nadador           | País                      | Primera Triple corona | Segunda Triple Corona | Tercera Triple Corona |
| ----------------- | ------------------------- | --------------------- | --------------------- | --------------------- |
| Antonio Argüelles | Bandera de México         | 1999                  | 2009                  | 2022                  |
| Barry Chuckle     | Bandera de Inglaterra     | 2002                  | 2004                  |                       |
| Tina Neill        | Bandera de Estados Unidos | 2008                  | 2012                  |                       |
| Penny Palfrey     | Bandera de Australia      | 2010                  | 2015                  |                       |
| Elizabeth Fry     | Bandera de Estados Unidos | 2009                  | 2016                  |                       |